# Stubbhorn
Stubbhorn (Xylaria hypoxylon) är en svampart som först beskrevs av L., och fick sitt nu gällande namn av Robert Kaye Greville 1824. Stubbhorn ingår i släktet Xylaria och familjen kolkärnsvampar.  Arten är reproducerande i Sverige. Inga underarter finns listade i Catalogue of Life.

## Källor

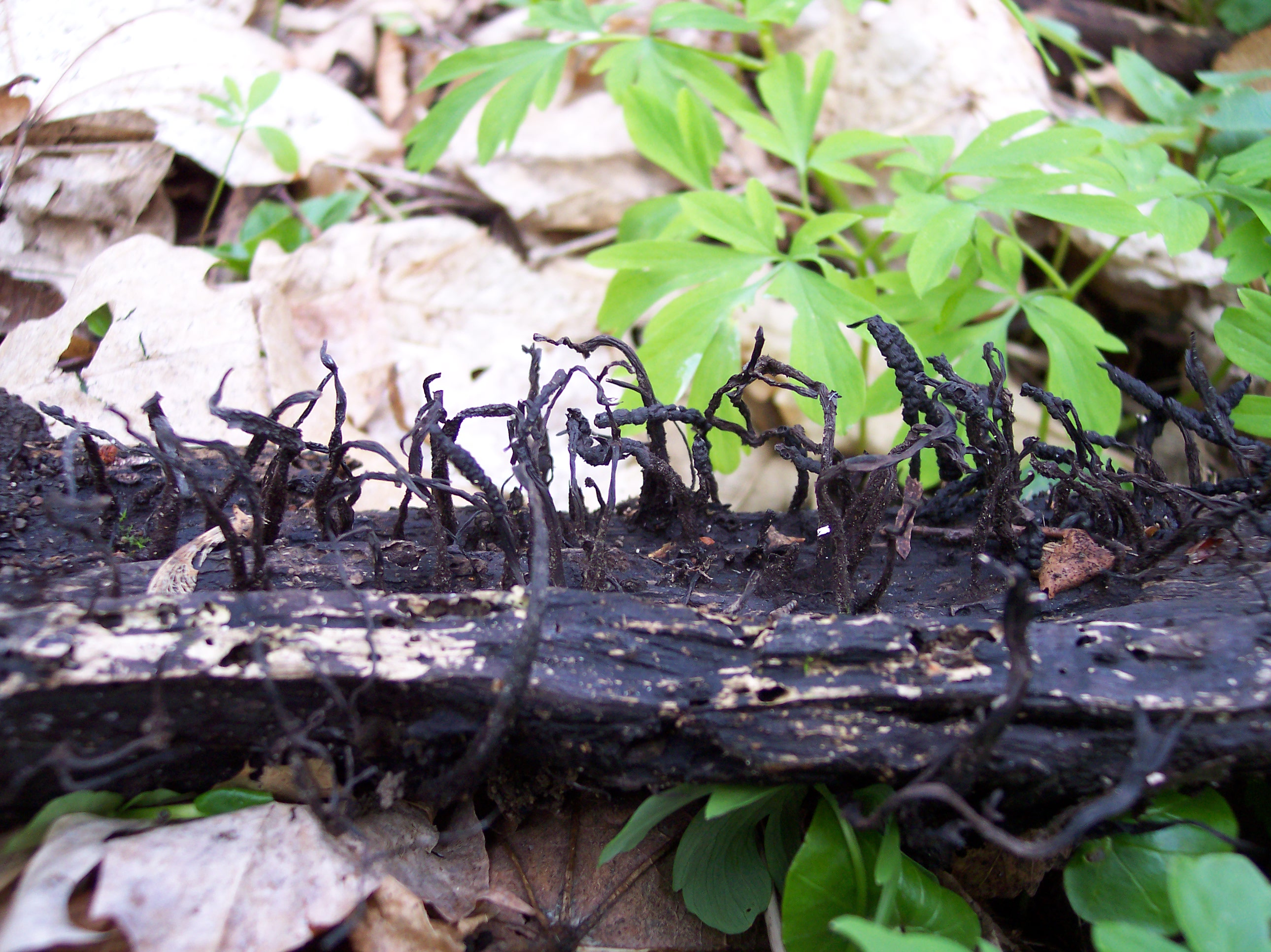
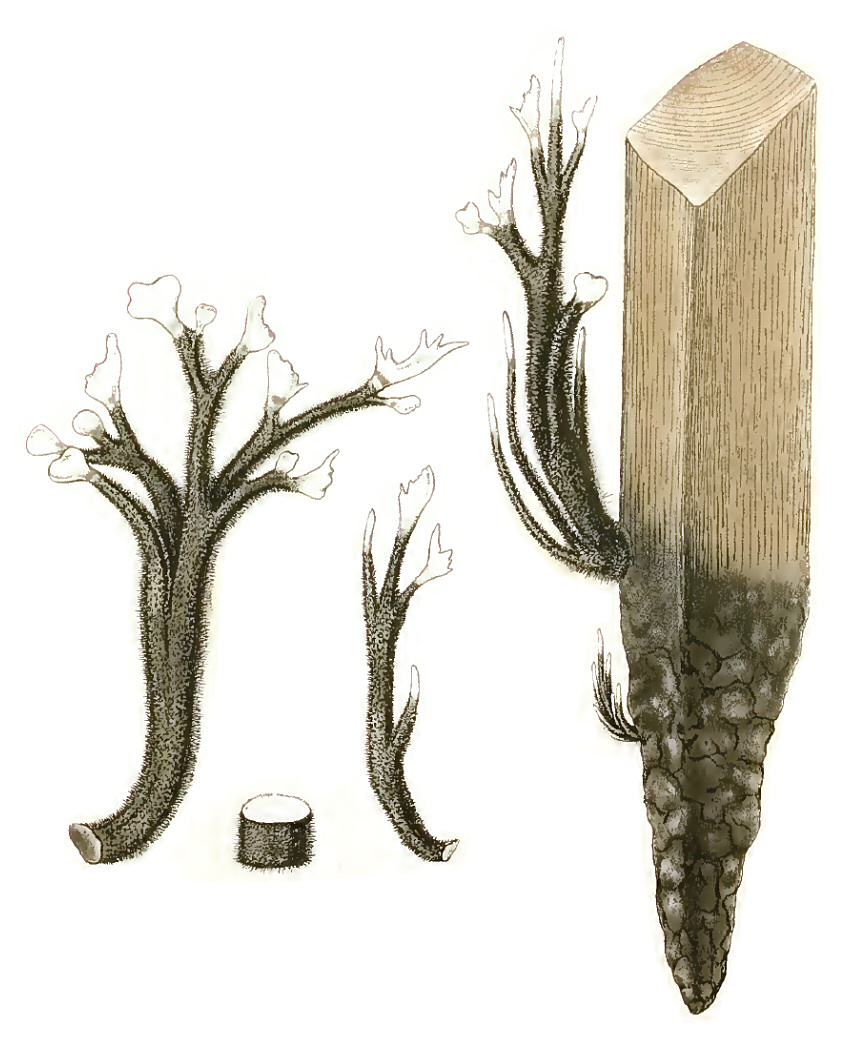
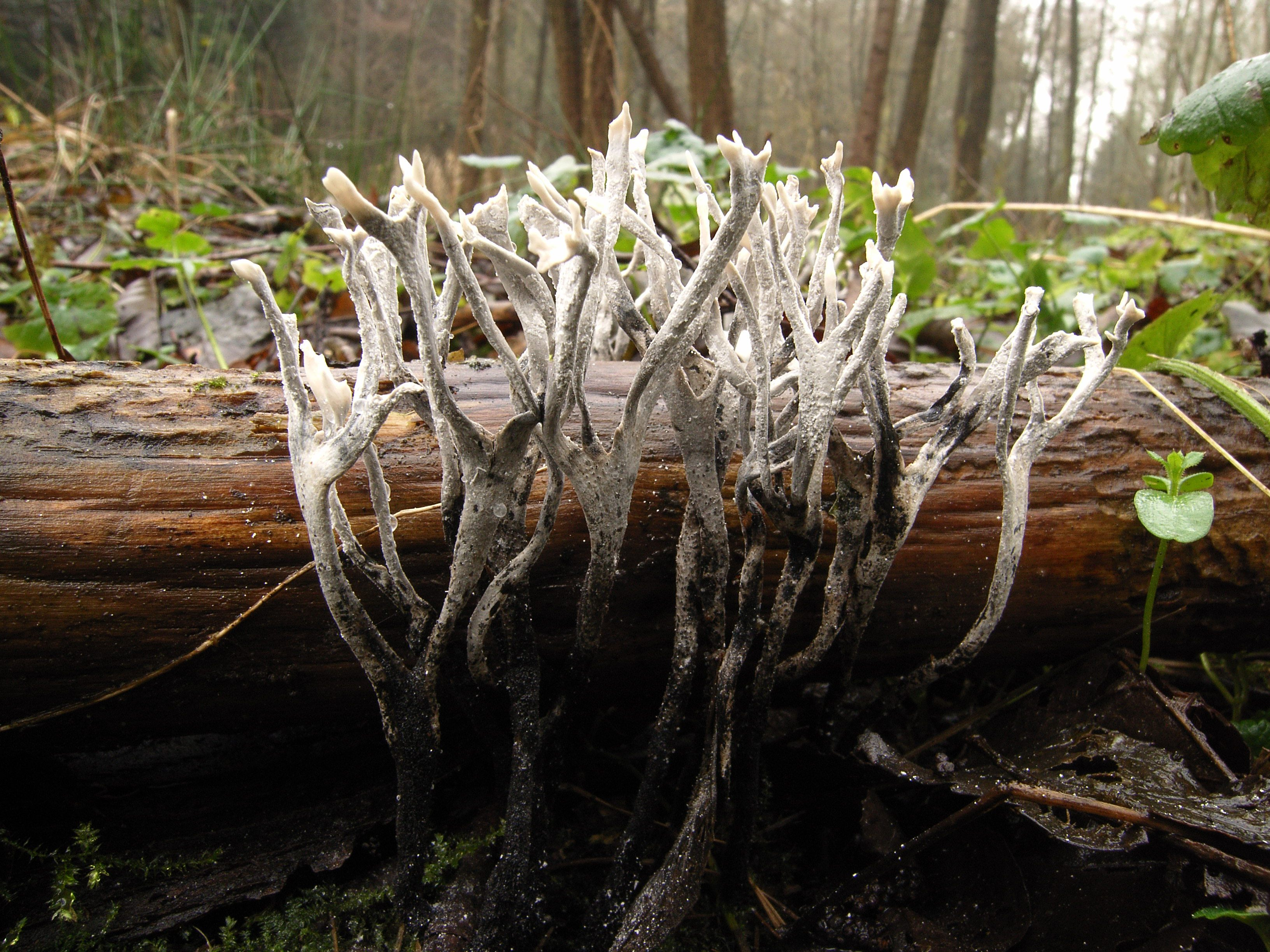
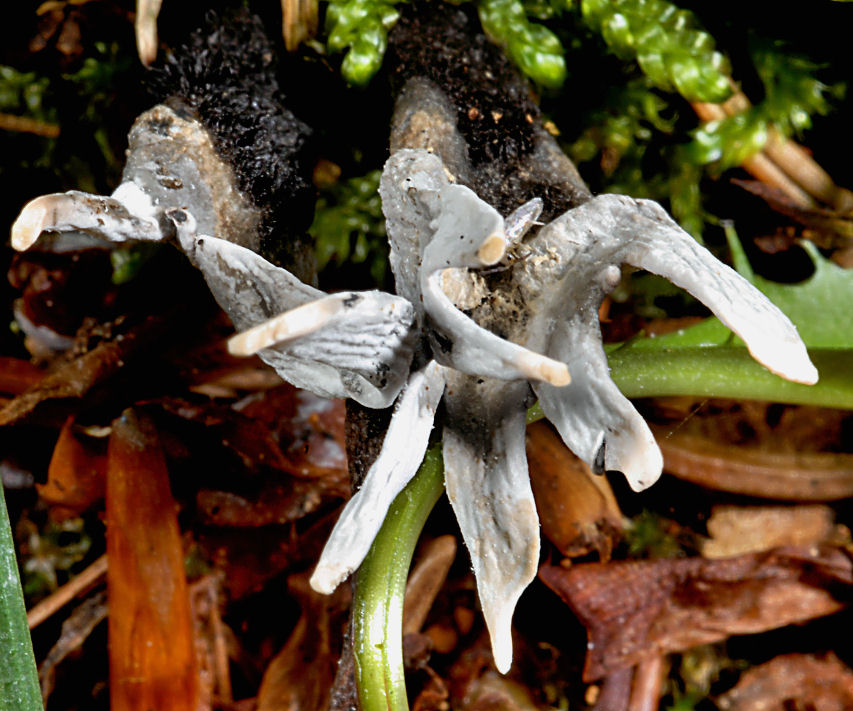
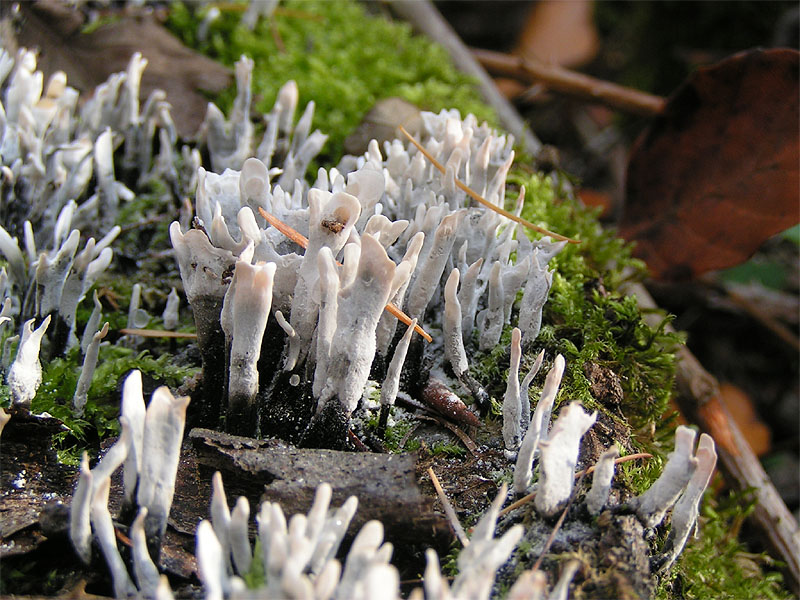